# Walter Lauche

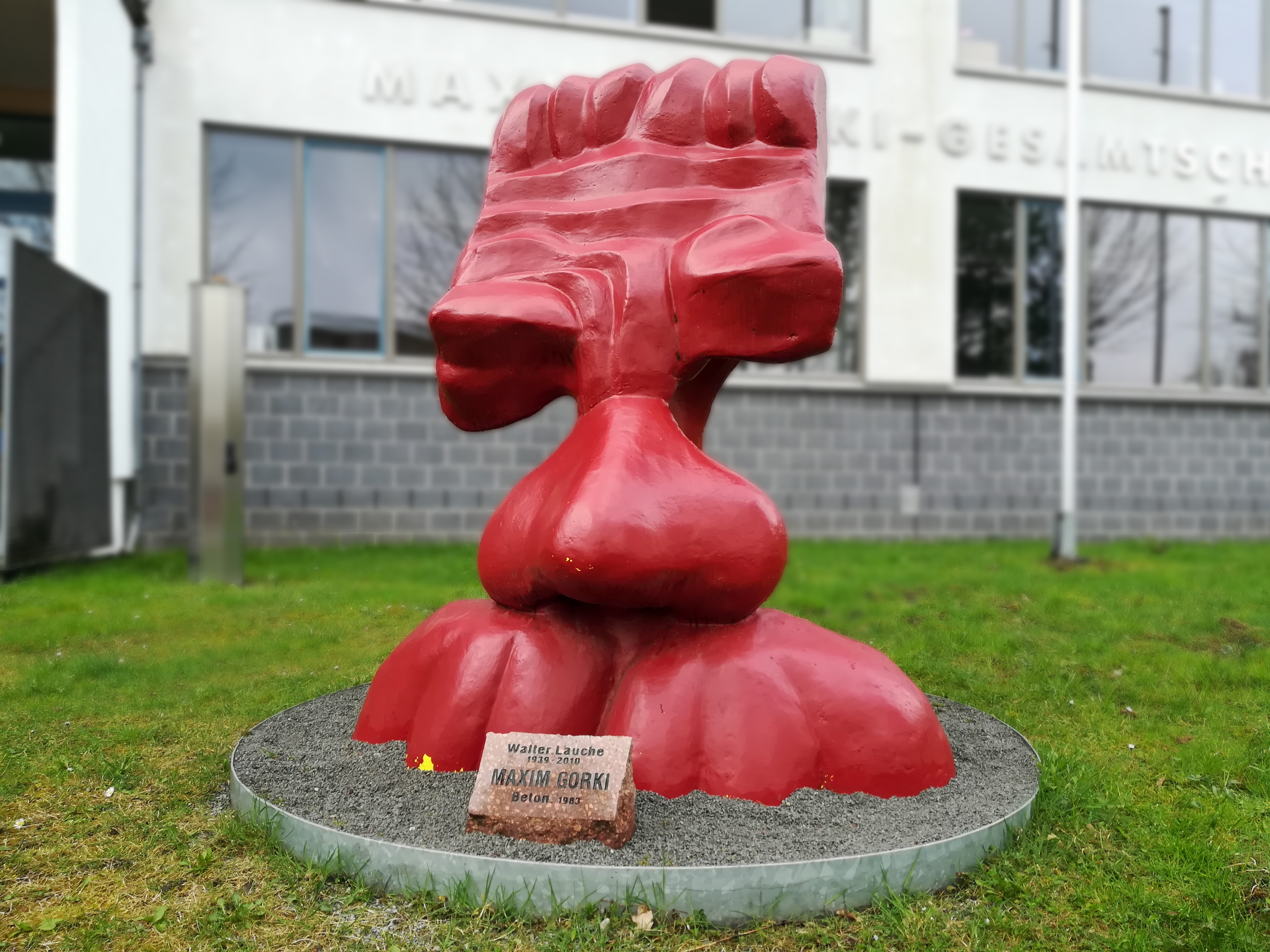
Walter Lauche, Plastik Maxim Gorki, 1983, Polytechnische Oberschule Maxim Gorki, Kleinmachnow

Walter Lauche (* 26. Januar 1939 in Eisgrub/Lednice; † 28. Juli 2010 in Neu-Rietz) war ein deutscher Maler und Grafiker.

## Leben und Werk
Walter Lauche entstammte einer alten nordthüringischen Gärtnerdynastie. Der Vater Lauches war der Gartenbauschullehrer und spätere Bibliotheksleiter der Forschungsanstalt für Landwirtschaft, Braunschweig, Dr. Rudolf Viktor Lauche (1897–1976), vormals Leutnant bei den alten österreichischen Streitkräften. Seine Mutter Elisabeth Kuš war Gärtnerin. Sein Großvater Wilhelm Lauche (1859–1950) war Gründer der Höheren Obst- und Gartenbauschule und Direktor und Hofgärtner des Fürsten Johann II von und zu Liechtenstein in Eisgrub/Lednice und Garteninspektor. Kurz vor Kriegsende 1945 übersiedelte die Familie mit zwei Söhnen und drei Töchtern als Heimatvertriebene aus Böhmen nach Völkenrode in Niedersachsen, 1950 nach Braunschweig, wo Lauche 1958 das Abitur am Wilhelm-Gymnasium ablegte. Während der Bundeswehrzeit begann Lauche zu malen, anschließend nahm er ein Kunststudium an der Städtischen Werkkunstschule Braunschweig, Vorgänger der Hochschule für Bildende Künste Braunschweig bei Paul Egon Schiffers und Bodo Kampmann auf. 1961–1964 studierte er bei Ludwig Gabriel Schrieber an der Hochschule der Künste in West-Berlin, Vorgängerin der Universität der Künste. Mangels Interesses an der Bildhauerei brach er das Studium ab. Er hatte in Westberlin Verbindung zu Künstlern, die später der von Harald Budde gegründeten Künstlergruppe „Rote Nelke“ angehörten und auch Kontakt zu Künstlern in der DDR. Die DDR und ihr politisches System faszinierten ihn, und er zog am 1. Mai 1965 dorthin. Nach Ablauf des Überprüfungsverfahrens im Aufnahmeheim Berlin-Blankenfelde erhielt er, offenbar durch Fürsprache von Lea Grundig, mit der er später eng befreundet war, die DDR-Staatsbürgerschaft. 1965–1966
Produktionsarbeiter (Stempler) im Edelstahlwerk „8. Mai“ Freital. Von 1966 bis 1967 studierte er bei Rudolf Bergander an der Hochschule für bildende Künste Dresden und arbeitete anschließend als freischaffender Künstler. Er heiratete und bekam eine Tochter und einen Sohn. Die Ehe wurde nach zwölf Jahren geschieden. 1978 erwarb er ein Bauernhaus in Neu-Rietz bei Treuenbrietzen und wurde Mitglied der Vereinigung der gegenseitigen Bauernhilfe. Er heiratete wieder und bekam eine weitere Tochter.
Lauche war bis 1990 Mitglied im Verband Bildender Künstler der DDR und auf wichtigen Ausstellungen vertreten, u. a. von 1977 bis 1988 auf den drei letzten Kunstausstellungen der DDR. Er machte sich vor allem als Landschaftsmaler einen Namen, malte aber auch eine nennenswerte Anzahl von Porträts und gestaltete baugebundenen Werke, u. a. bespielbare Tierplastiken an Schulen und Kindergärten. 1988 hatte er einen Werkvertrag mit der NDPD über die Herstellung von drei Tafelbildern zum 40. Jahrestag der Partei. Lauche lebte und arbeitete bis zuletzt in Neu-Rietz und war vor allem im Fläming aktiv und bekannt. Er gehörte zu den Begründern der Interessengemeinschaft „Kunst-Perle Fläming“. Das Ende der DDR traf Lauche hart. Das Ausbleiben von staatlichen Aufträgen für Kunst im öffentlichen Raum trieb ihn fast an den Rand des wirtschaftlichen Ruins, und er erwog einen Umzug nach Ostpolen. Seine Tochter Cosima Hankel sagte: „Klar, er war ‘ne linke Socke.“

Im Sommer male ich Sonnenblumen, im Winter Schneebilder mit Schneemännern, im Frühjahr Kirschblüten und grüne Felder und im Herbst verschlammte Teiche. Die meisten meiner Bilder passen nicht in dieses Schema, doch darüber können sich die Kunstwissenschaftler/innen einen Kopf machen.

1993/94 wurde er in dem Dokumentarfilm von Hans-Dieter Rutsch Einfach malen. Der Maler Walter Lauche dargestellt. Bei seinem Tod 2010 in Neu-Rietz hinterließ Lauche rund 400 Bilder. 2011 erschien sein Buch "Man kann im Leben gar nicht genug verpassen".
Walter Lauches Kinder sind Jacob und Magdalena Lauche und Cosima Hankel.

## Werke (Auswahl)
- Schildkröte (Tierplastik, Beton und Naturstein, 1974/1975; mit Johannes Bürger; Potsdam, Spielplatz Knobelsdorffstr. 23)[4]
- Bürgermeisterin (Tafelbild, Öl, 1980)[5]
- Herbstblumenstrauß (Tafelbild, Öl; 1981; ausgestellt 1982/1983 auf der IX. Kunstausstellung der DDR)[6]
- Oberschlesische Landschaft (Tafelbild, Öl, 1983)[7]
- Maxim Gorki (Plastik, Beton, ca. 1983)
- Mühle in Langerwisch (Tafelbild, Öl, 1984)[8]
- Blühende Landschaft (Tafelbild, Öl, 2010)[9]

## Literarische Publikationen
- Man kann im Leben gar nicht genug verpassen Geschichten, Gedichte, Reden, Briefe Treibgut-Verlag, Berlin 2011.

## Einzelausstellungen (Auswahl)
- 1979, 1981 und 1983: Potsdam, Kleine Galerie im Keller
- 1983: Luckenwalde, Galerie im Zentrum
- 1983: Brandenburg, Galerie in der Steinstraße
- 1988: Potsdam, Staudenhofgalerie
- 1989: Leipzig, Klubgalerie des G.-W. Leibniz-Clubs
- 1991: Duderstadt, Altes Rathaus (mit Harry Wittenburg)
- 1991: Essen, Forum bildender Künstler (mit Karl Raetsch)
- 1998: Potsdam, Galerie Café Matschke, Walter Lauche. Heimatbilder
- 2016: Wiesenburg, Kunsthalle
- 2019: Hohenwerbig, Dorfkirche
- 2019: Potsdam, Galerie Gute Stube
- 2021: Rostock-Warnemünde, Produzentengalerie Anke Tölle

## Sonstige
- 2023, 26.2.—21.5. Rathaushalle Frankfurt (Oder): Klaus Kehrwald und Walter Lauche. Malerei aus den Künstlernachlässen

## Museen mit Werken von Walter Lauche
- Museum im Mönchenkloster Jüterbog[10]